# Juan Pablo Luna
Juan Pablo Luna, nombre artístico de Juan Pablo Del Despósito San Martín (Puente Alto, Santiago, 23 de enero de 1971) es un guitarrista flamenco, trovador, profesor y compositor chileno que se inició en la música a la edad de cinco años.

## Biografía
Comenzó su relación con los escenarios en la década de los 80 en peñas y café-concert.
Estudió guitarra flamenca desde 1991 con el destacado concertista chileno Carlos Ledermann egresando como Intérprete Superior en Guitarra Flamenca en 1994.
Entre 1991 y 1994 conforma junto a su profesor un Trío y Dúo de guitarras realizando giras a lo largo de Chile y Argentina.
Desde 1991 ejerce la enseñanza de la guitarra flamenca en el Estudio de Guitarra Flamenca y Popular Juan Pablo Luna, La Florida, Santiago.
Tuvo una destacada participación como músico y arreglador invitado en el cuarto trabajo discográfico de Carlos Ledermann titulado Sueños de luna y cal (1993).
Inició su carrera solista en enero de 1995 con un concierto en el Teatro Municipal de La Serena titulado “A mis mayores”.
En diciembre de 1996 obtuvo el Primer Lugar en el 6º Festival de Todas las Artes Víctor Jara en el área Canción-Balada con su canción La tarde encontró una palabra.
Obtuvo el grado de Licenciado en Artes con mención en Teoría de la Música en la Universidad de Chile en 2003.
Ha publicado 3 CD:  Herencia (2000) de guitarra flamenca, y, Trovador (2000) y Ella (2005) con sus propias canciones.
Se ha presentado en los más importantes escenarios de Chile (La Serena a Punta Arenas), en Argentina y España.
En 2008 su Concierto Horizonte es postulado a los Premio Altazor en la categoría Música de Concierto. En este concierto participa junto a otros 8 artistas (bajo, guitarras, percusiones, voces, danza, actuación e imágenes).
Obtuvo el Premio para Talentos Artísticos 2008 y el Premio para Talentos Artísticos 2009 de la Municipalidad de La Florida realizando conciertos didácticos, clases magistrales y clínicas en colegios de la comuna.
En 2009 obtuvo el Primer Lugar en el Concurso Canto Luna de Plata organizado por la Municipalidad de La Florida y el Pub La Fogata interpretando sus propias canciones y una versión de Soledad, Jujuy, 1941 (Atahualpa Yupanqui / Pedro Aznar).
Fue seleccionado en julio de 2010 para participar en el 5º Concurso Internacional de Guitarra Flamenca Niño Ricardo en Murcia, España, evento realizado en el Museo de Bellas Artes de Murcia, llegando a ser semifinalista.
Este año 2012 ha sido seleccionado a participar en uno de los más importantes certámenes de guitarra del mundo: el 32º Festival de Guitarra de Córdoba (España) en el Curso Naturaleza y Forma de la Guitarra Flamenca dictado por el maestro Manolo Sanlúcar.

## Algunas críticas recibidas
“Luna, consagrado como guitarrista flamenco y trovador tiene una novedosa propuesta que pretende revertir, con nuevos recursos, la dinámica mercado-discos: trova-flamenca. Luna es, sin duda, uno de los que llegará lejos si se le abren las puertas de una dinámica comercial esquiva, en la que no siempre prima el talento ante las ventas, sin embargo, el artista tiene a favor un trabajo sólido y novedoso, algo que un buen visionario no debería dejar escapar.”
Sergio Benavides, Periodista de La Nación, mayo de 2002, Santiago de Chile.
“En el tanguillo y todo el resto del programa, Carlos Ledermann estuvo secundado de manera impecable por Juan Pablo Luna(...)entre la atractiva sequedad del diálogo balbuciente de las dos guitarras(...)los ritmos nerviosos de las alegrías, las palmas precisas y los giros empecinados en el acompañamiento.”
Federico Heinlein, compositor y crítico musical, Diario El Mercurio de Santiago de Chile, octubre, 1992.
“Que bello y particular tenerlo aquí y que componga música flamenca, la cual considero enigmática y mágica. Juan Pablo Luna está agregando elementos, crece y madura su vida musical. Su música aporta algo más a la música chilena de hoy. Es fantástico lo que está haciendo y es importante valorar y sustentar un trabajo como el suyo.”
José Seves, integrante del grupo musical Inti-Illimani en su programa “Tertulia Musical” de Canal 22, Gran Santiago Televisión, 2002.
“El trabajo de Juan Pablo Luna es más que interesante y en el fluye el río correntoso de la guitarra flamenca y su milenaria voz. Difícil arte para el artista poco avezado, pero que en Juan Pablo Luna encuentra un exponente dúctil y un ensamblador magnífico de sus maderos venerables. Creo que su proyecto artístico enriquece la tradición mencionada. Recomiendo vivamente el escucharlo y apoyarlo.”
Eduardo Peralta, destacado trovador y compositor chileno, 2003.
“Durante (...) el VII Festival de Guitarra Flamenca de Santiago, una vez más, el público nos acompañó en cantidad y calidad, lo que revela que el arte flamenco aumenta día a día su poder de convocatoria en nuestro país y en nuestro continente. En la parte netamente guitarrística, se presentaron entre otros guitarristas (...) Juan Pablo Luna quién evidenció una seguridad escénica asombrosa, producto de una ya dilatada trayectoria profesional. Ofreció sólo obras propias de buena factura y acordes con su excelente nivel técnico”.
Carlos Ledermann, crónica en la página de flamenco “Triste y Azul, cabales en la red” https://web.archive.org/web/20190522104338/http://tristeyazul.com/ a raíz de la actuación en el VII Festival de Guitarra Flamenca del Centro Cultural de España de Santiago de Chile, octubre de 1997.
- Datos: Q5951805